# Acanthepeira
Acanthepeira é um gênero de aranhas de orbitelas descritas pela primeira vez por George Marx em 1883.

## Espécies
O gênero contém cinco espécies:
- Acanthepeira cherokee Levi, 1976 - EUA
- Acanthepeira labidura (Mello-Leitão, 1943) - Brasil
- Acanthepeira marion Levi, 1976 - EUA, México
- Acanthepeira stellata (Walckenaer, 1805) - Canadá ao México
- Acanthepeira venusta (Banks, 1896) - EUA, Cuba, Hispaniola